# Valère Van Sweevelt
Valère Van Sweevelt (* 15. April 1947 in Kuringen (Hasselt)) ist ein ehemaliger belgischer  Radrennfahrer und nationaler Meister im Radsport.

## Sportliche Laufbahn
Van Sweevelt hatte als Amateur eine Vielzahl von Rennen gewonnen, so konnte er allein 1966 23 Rennen für sich verbuchen, darunter das Straßenrennen in Schweinfurt (Ernst-Sachs-Gedächtnisrennen) gegen die deutschen Spitzenfahrer. Im folgenden Jahr konnte er seine Erfolgsserie fortsetzen und gewann auch die belgische Meisterschaft der Amateure vor Jean-Pierre Monseré. 1968 wurde er Berufsfahrer im Team Smith’s, in dem Willy Planckaert Kapitän war. In seinem ersten Jahr als Profi hatte er auch den größten Erfolg seiner Laufbahn, als er das klassische Rennen Lüttich–Bastogne–Lüttich vor Walter Godefroot gewann. Dazu kamen zwei Etappensiege bei Paris–Nizza und der Sieg im Grote Prijs Stad Sint-Niklaas. Er wurde 1968 jeweils Zweiter bei den Rennen Rund um den Henninger-Turm und der Meisterschaft von Zürich. 1970 gewann er den Maaslandse Pijl. Er blieb bis 1973 als Profi aktiv und konnte noch einige belgische Rundstreckenrennen gewinnen.